# Aeródromo Eulogio Sánchez

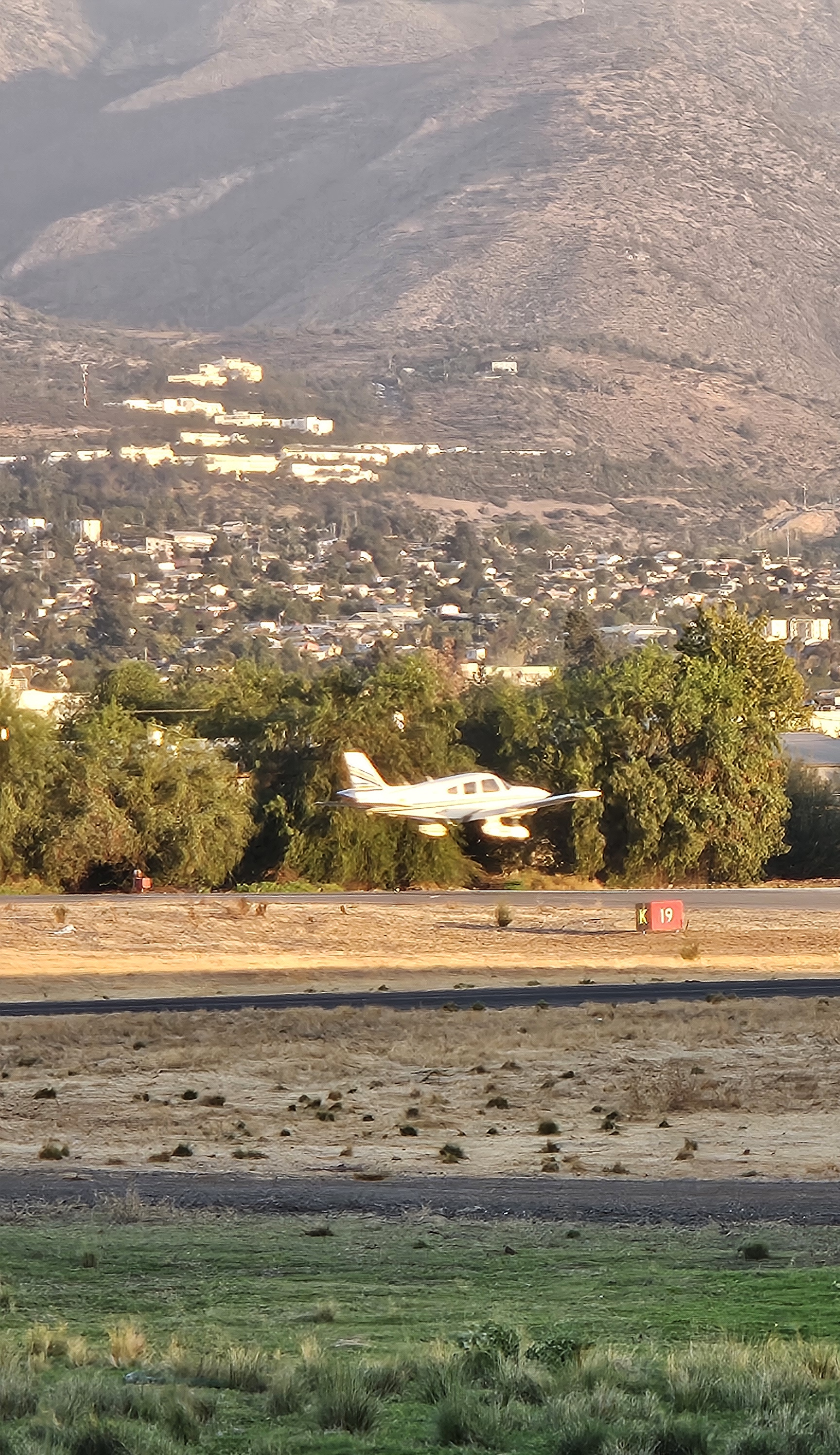
Pista de aterrizaje

El aeródromo Eulogio Sánchez Errázuriz (OACI: SCTB), conocido popularmente como aeródromo de Tobalaba (mapudungún: Lugar gredoso donde hay topas), corresponde a un campo de aviación de propiedad privada y con uso público. Dos tercios del terreno pertenecen al Club Aéreo de Santiago y un tercio al de Carabineros de Chile. Además, en el lugar tiene su sede corporativa Airbus Helicopters Chile S.A. subisidiaria de Airbus Helicopters EADS.

## Ubicación
Su dirección es avenida Alcalde Fernando Castillo Velasco n.º 7941 y sus instalaciones ocupan unas 52 hectáreas entre esta calle, por el norte, y Arrieta por el sur, en la comuna de La Reina de Santiago de Chile.

## Historia
Construido en 1954, debe su nombre a Eulogio Sánchez Errázuriz (1903-1956), pionero de la aviación civil que fue presidente del Club Aéreo de Santiago, que se trasladó desde el desaparecido aeródromo Los Cerrillos.
Sus calles de rodaje de aviones, pista de despegue y aterrizaje y la plataforma de aprovisionamiento de combustible, son las únicas partes de su infraestructura disponibles para el uso público de las aeronaves en tránsito, que son ajenas al club y al aeródromo. Existe, sin embargo, una línea de estacionamiento exclusivo para los aviones particulares de socios de otros clubes aéreos que se encuentren de visita.
 En 2008 se produjo una tragedia aérea, en la cual un Cessna 210 del Club Aéreo de Carabineros se precipitó sobre una cancha donde un grupo de personas practicaba deportes.